# 里乔内
里乔内是意大利艾米利亚-罗马涅大区里米尼省的一个镇，面积17平方公里，人口34,864人（2007年）。